# کراسیمیر استفانوف
کراسیمیر استفانوف (به فرانسوی: Красимир Стефанов) متولد ۲۷ دسامبر ۱۹۷۷ بازیکن والیبال اهل بلغارستان است.
او شروع بازی والیبال را در سطح بالا در سن ۱۲ سالگی آغاز و تا سال ۲۰۰۱ با چند تیم در صوفیه، پایتخت کشور خود قراداد بست و مبدا بازی های او شد.و در سال های ۲۰۰۵ تا ۲۰۰۲ در لیگ های برتر فرانسه و ترکیه توپ زد.
او در سال ۲۰۰۷ توسط باشگاه ریویجرا مونته نگرو خریداری شد و با این تیم به مقام سوم مسابقات قهرمانی اروپا در سال ۲۰۰۸ دست یافت.
در پایان سال ۲۰۰۸ به ایتالیا رفت و به تیم بزرگ ترنتینو پیوست.